# ویکاف (مینه‌سوتا)
ویکاف، مینه‌سوتا (به انگلیسی: Wykoff, Minnesota) یک شهر در ایالات متحده آمریکا است که در شهرستان فیلمور واقع شده‌است.

## خصوصیات
ویکاف ۲٫۴۹ کیلومترمربع مساحت و ۴۴۴ نفر جمعیت دارد و ۴۰۳ متر بالاتر از سطح دریا واقع شده‌است.